# 荷蘭級巡邏艦
荷蘭級巡邏艦是荷蘭皇家海軍基於未來全球安全形勢的變遷，恐怖主義和海盜等日益崛起的威脅，在2005年提出的未來發展與建軍方向中，荷蘭國防部決定建造四艘新型巡邏艦，強化執行海洋監察、維護治安、打擊海盜和毒品走私等工作。荷蘭皇家海軍在2007年12月20日，向泰勒斯及皇家須爾德船廠購買四艘新型海洋巡邏艦（OPV），總值4.678億歐元。

## 設計

### 艦體設計
艦體採用密封的堡壘式設計，為了防禦小口徑武器、飛彈和砲彈破片的損害，艦體的重點區域經過強化，多數關鍵系統採用冗餘和分散配置以提高存活性，及具備良好的消防損管以及抗進水機能，並使用可增強視覺隱蔽性的新型淺藍-灰色塗裝。外觀如遊艇般流線而俐落，向後大角度傾斜的煙囪設置於上層結構的後段兩側。較為修長的艦型設計較和相對較後的艦橋位置增強了荷蘭級的耐海性。艦上另外還有40個舖位容納直昇機組員、醫療人員或特遣部隊。

## 同型艦
| 舷号 | 艦名      | 安放龙骨   | 下水       | 服役       |
| ---- | --------- | ---------- | ---------- | ---------- |
| P840 | Holland   | 2008/8/12  | 2010/2/2   | 2012/7/6   |
| P841 | Zeeland   | 2009/9/21  | 2010/11/20 | 2013/8/23  |
| P842 | Friesland | 2009/11/26 | 2010/11/4  | 2013/1/22  |
| P843 | Groningen | 2010/4/9   | 2011/4/21  | 2013/11/29 |

## 图集

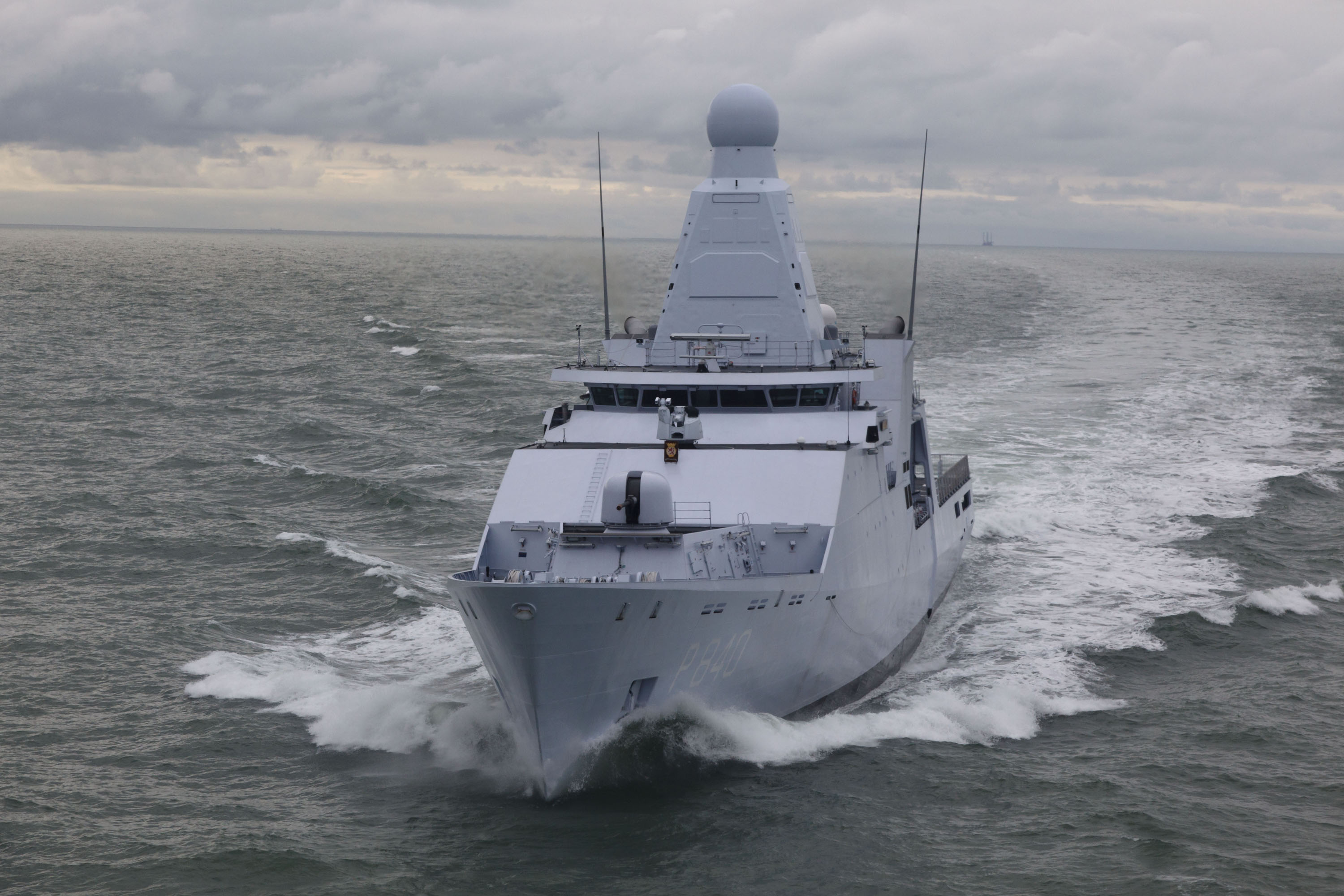
荷蘭號（P840）
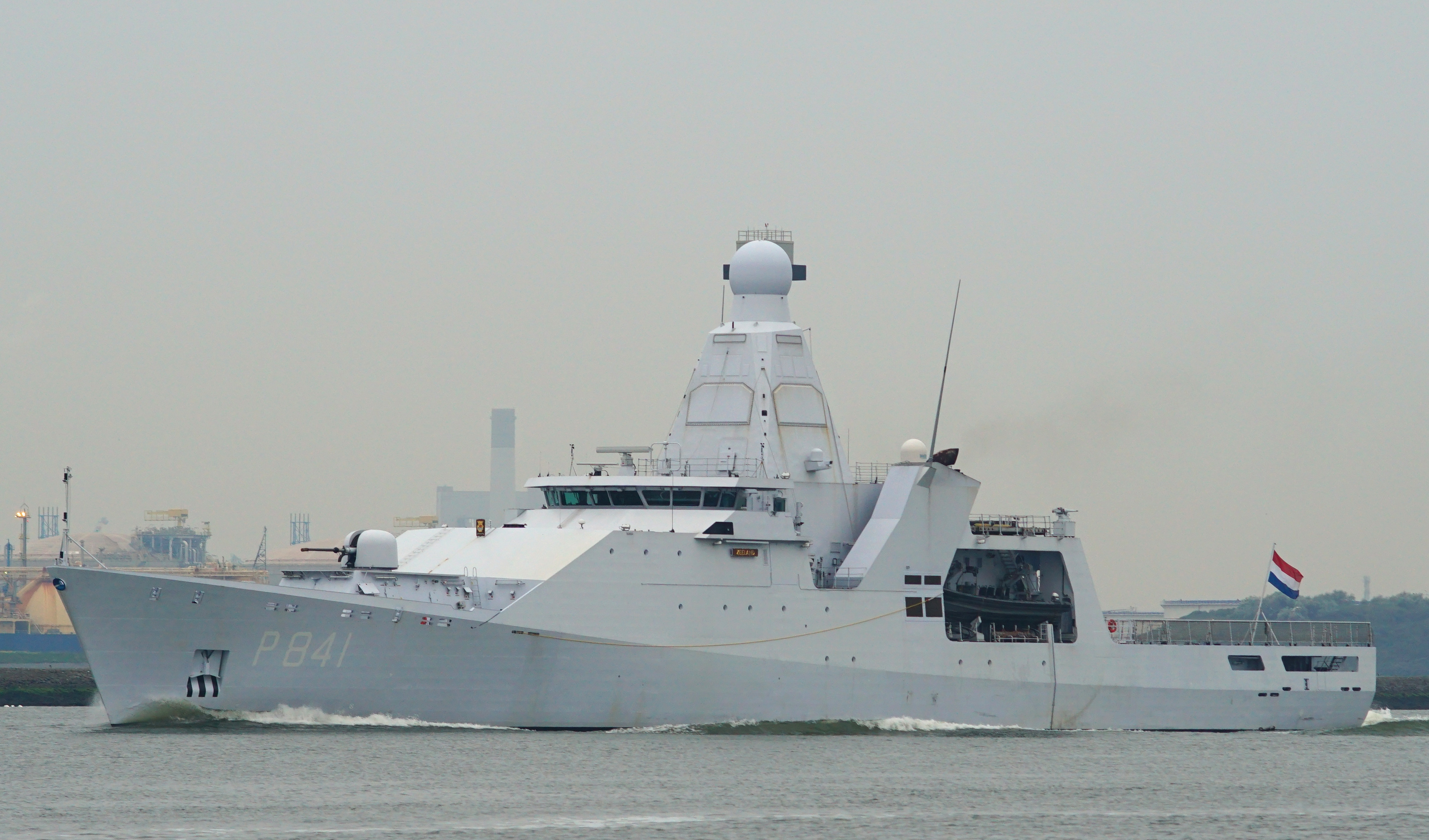
澤蘭號（P841）
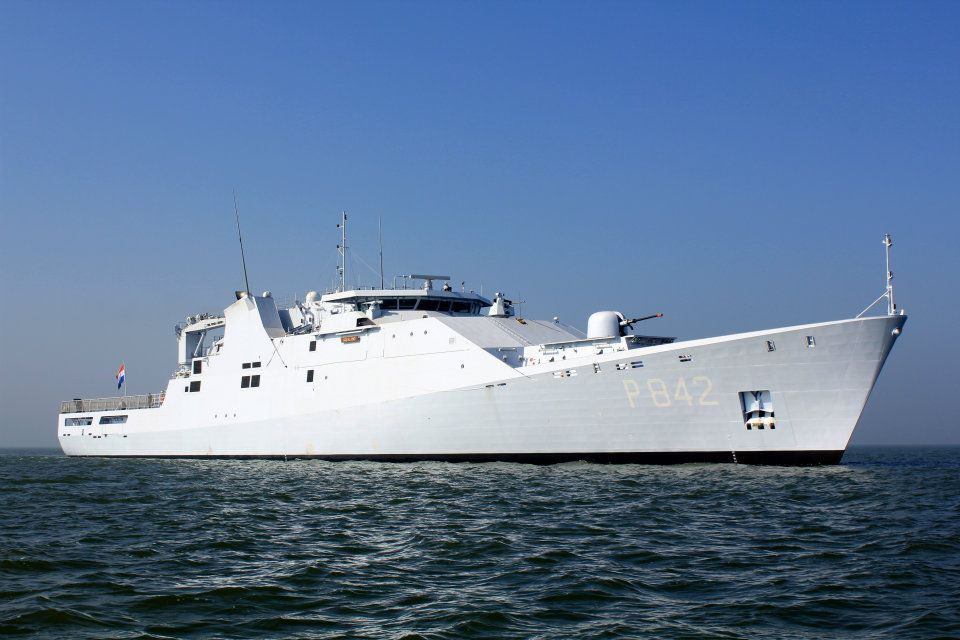
菲士蘭號（P842）
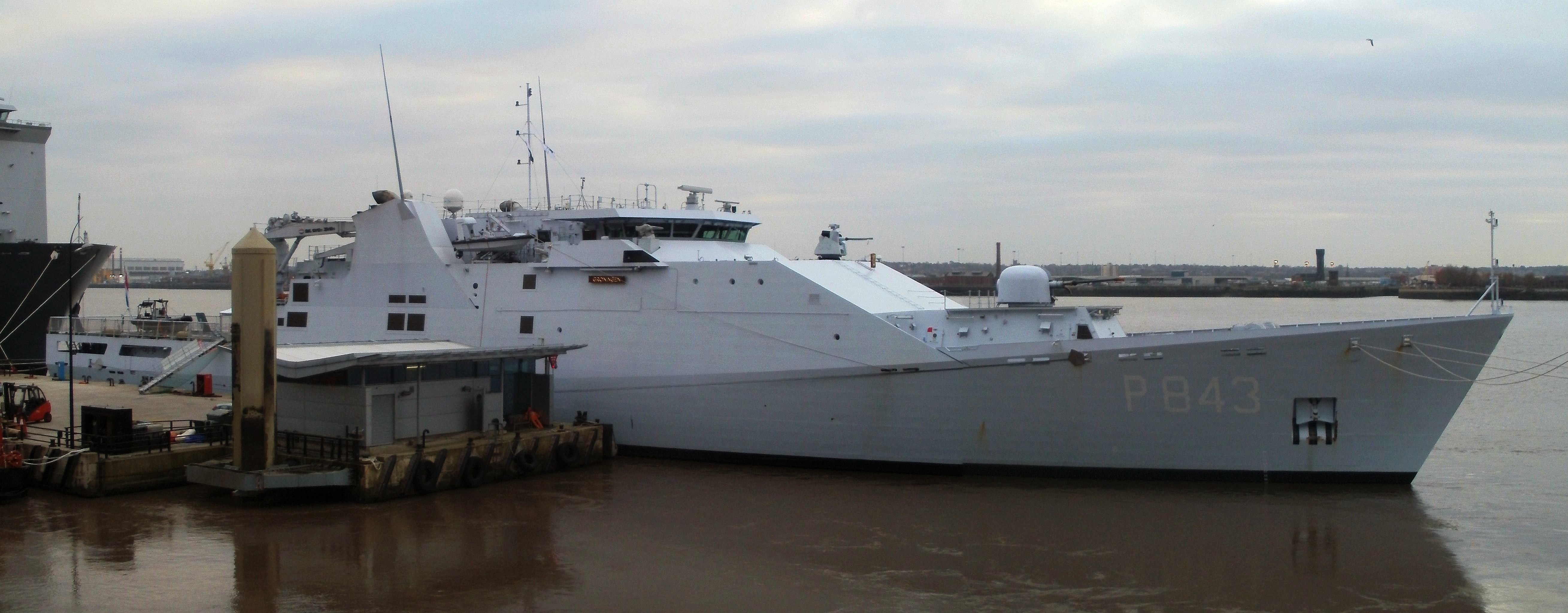
格羅寧根號（P843）

### 各國同世代巡邏艦
- 沱江級巡邏艦 中華民國
- 司令級巡邏艦 義大利
- 獨立級近海任務艦 新加坡